# Tregua di Vaucelles
La tregua di Vaucelles o trattato di Vaucelles fu stipulato il 5 febbraio 1556 tra Carlo V ed Enrico II di Francia nell'abbazia di Vaucelles.

## Antefatti
A partire dal 1552 Enrico II invase la Lorena e occupò i vescovadi di Metz, Toul e Verdun, intrecciando abilmente questa terza e ultima fase delle guerre franco-asburgiche cinquecentesche con il conflitto che, dal 1546, vedeva impegnato Carlo V contro i principi luterani tedeschi. Enrico II di Francia difese con successo i Tre Vescovadi dal tentativo di riconquista sconfiggendo le truppe asburgiche nella Battaglia di Renty il 13 agosto 1554.
Carlo V, che stava preparando la sua abdicazione, cercava la pace, mentre era in guerra con la Francia dopo che questa aveva fatto l'alleanza con i principi protestanti tedeschi col trattato di Chambord nel 1552. A tal fine, egli conclude a Vaucelles una tregua per cinque anni: questo nuovo trattato ha riconosciuto i nuovi possedimenti francesi (i tre vescovati, numerose piazzeforti fortificate tra il Lussemburgo e le Fiandre, e possedimenti vari in Piemonte, nel centro dell'Italia e la Corsica).
Dopo tre anni di sfiancante guerra di logoramento, la sovrapposizione dei conflitti e la simultanea presenza di due irriducibili nemici, come l'esercito francese e quello dei principi tedeschi, indusse Carlo V a interrompere i conflitti. Perciò nel 1555, con la pace di Augusta (mediata dal fratello Ferdinando e molto importante anche dal punto di vista religioso), Carlo V trovò un accordo con i protestanti, mentre strinse la "tregua di Vaucelles" con Enrico II.
La tregua è stata interrotta nel mese di ottobre 1556. In effetti papa Paolo IV, violentemente anti-Asburgo, ha cercato di rinfocolare il conflitto: scomunica Carlo V e Filippo II di Spagna, mentre ai francesi promette il regno di Napoli. Queste macchinazioni, così come il suo legato, suo nipote Carlo Caraffa, ha spinto gli Imperiali a invadere lo Stato Pontificio. Enrico II di Francia invia subito in Italia un esercito guidato dal duca Francesco di Guisa. Dopo una serie di vittorie, Guisa rimane impantanato dinanzi alla fortezza di Civitella del Tronto, nel regno di Napoli: è costretto ad abbandonare la sua campagna e tornare in Francia nel mese di settembre 1557, mentre il papa aveva alla fine trovato un accordo con Filippo II di Spagna.